# Kim Joo-young
Kim Joo-Young es un escritor de ficción histórica de Corea del Sur.

## Biografía
Nació el 26 de enero de 1939 en Jinbo, condado de Cheongsong, provincia de Gyeongsang del Norte, durante el período de la ocupación japonesa de Corea. Pasó una niñez sumamente pobre y, siguiendo el consejo de su padre, estudió Ganadería en el Colegio Agropecuario de Daegu. Sin embargo, como quería ser poeta, ingresó en el Departamento de Creación Literaria de la Universidad de Artes de Seorabeol, aunque es más conocido por sus obras de ficción histórica.

## Obra
Empezó su carrera literaria en 1970 con la publicación del cuento "Cacería de verano" en la revista Weolgan munhak y en octubre de 1971 ganó el Premio de Nuevos Escritores de Weolgan munhak con el relato "Época de descanso". Su temática de los primeros años fue la vida saludable de la gente corriente, y pronto habló sobre su pueblo natal, cuya descripción conmovió a muchos lectores. Sus novelas Las fondas, El sonido del trueno, El pescador no tala y La raya se desarrollan en su pueblo natal. Sobre esto, dice el autor: “La niñez es una época de pureza mental y corporal. Todo lo que vemos y experimentamos en nuestro lugar de nacimiento queda como un recuerdo inolvidable. El pueblo natal es como un destino para el escritor”.
Kim Joo-Young enfatiza que la verdadera vida que el ser humano debe perseguir es la que se escapa del mundo estrecho, rutinario y diario, así como la que valora la vida sin criterios materialistas. Es un punto de vista sobre la etapa después de la industrialización que atrae a muchos lectores.
Kim Joo-Young es conocido sobre todo como el escritor de El posadero, una saga de diez volúmenes que detalla la vida de los mercaderes itinerantes a finales del siglo diecinueve. Publicada de forma serial desde junio de 1979 hasta febrero de 1983 en el periódico Seoul Shinmun, El posadero se despegó de las novelas históricas anteriores por su visión de la historia desde el punto de vista de las masas. Escrita después de un periodo de investigación intensiva, el texto rebosa de vida y refleja una gran cantidad de costumbres tradicionales, lenguajes y formas de pensamiento. De una forma vibrante, proporciona una visión general de la sociedad de Joseon de finales del siglo XIX y de la naciente industrialización de Corea.
Tras el éxito de El posadero, Kim Juyeong siguió escribiendo obras históricas de ficción, como la novela de varios volúmenes El carnicero (Hwacheok, 1991) y Los códigos del bandidismo (Hwalbindo, 1987). También volvió de forma retrospectiva a la pequeña aldea de su infancia en la provincia de Gyeongsang donde creció de forma pobre y sin padre en obras como El sonido del trueno (Cheondung sori, 1986) y El pescador no tala (Gogijabineun galdaereul kkeokji anneunda, 1988).

## Premios
- Premio de los Novelistas (1982) por Viaje por el mercado Oecheon.
- Premio Yoo Juyeon de literatura (1984) por El posadero.

## Obras en español
- El pescador no tala (Lima: Pontificia Universidad Católica de Perú, 1996)
- La raya  (México: Ermitaño, 2009)